# Fryderyk IV Szwabski
Fryderyk IV Szwabski, zwany Fryderyk z Rothenburga (ur. 1144/1145, zm. 19 sierpnia 1167 w Rzymie) – książę Szwabii w latach 1152–1167.
Fryderyk IV był synem króla Konrada III i Gertrudy von Sulzbach. Określenie z Rothenburga pochodzi od zamku Rothenburg ob der Tauber. W chwili śmierci ojca był niepełnoletni i nie mógł zostać królem. Fryderyk Barbarossa nadał mu w 1152 r. księstwo Szwabii zarządzając nim jako jego opiekun. Otrzymał także okręg Chebu.
W 1157 r. został pasowany na rycerza. Następnie uczestniczył w walkach Barbarossy we Włoszech. W 1165 r. brał udział w walkach z Welfami, który wybuchły z powodu poparcia udzielonego przez Fryderyka IV hrabstwu Tybingi. Fryderyk Barbarossa załagodził ten konflikt na hoftagu w Ulm. Fryderyk IV ożenił się z Gertrudą (ur. zapewne 1154 r., zm. 1 lipca 1197), córką Henryka Lwa.
W 1167 r. Fryderyk IV wyruszył wraz z wojskami cesarskimi do Włoch. Tam, podobnie jak większość armii, zachorował w sierpniu na malarię. Zmarł 19 sierpnia 1167 r. Został pochowany w klasztorze Ebrach.
Fryderyk IV nie miał dzieci. Jego żona Gertruda poślubiła króla Danii Kanuta VI. Również ten związek był bezpotomny. Kanut zmarł 12 kwietnia 1212 r. Gertruda została pochowana w Wå (dziś południowa dzielnica Kristianstadu). Następcą Fryderyka IV jako księcia Szwabii został najstarszy syn Fryderyka I Barbarossy, Fryderyk (V).

## Literatura
- Friedemann Bedürftig, Taschenlexikon Staufer. Piper Verlag, München 2000, ISBN 3-492-23032-6